# Liste der Staatsoberhäupter 1112
Übersicht
◄◄ | ◄ | 1108 | 1109 | 1110 | 1111 | Liste der Staatsoberhäupter 1112 | 1113 | 1114 | 1115 | 1116 | ► | ►►

Weitere Ereignisse

## Afrika
- Ägypten (Fatimiden)
  - Sultan: al-Amir (1101–1130)

- Almoraviden
  - Herrscher: Ali ibn Yusuf ibn Taschfin (1106–1143)

- Äthiopien
  - Kaiser (Negus Negest): Kedus Harbe (1079–1119)

- Hammadiden (im Osten Algeriens)
  - Herrscher: al-Aziz ibn al-Mansur (1104–1121)

- Ifrīqiya (Ziriden) (Tunesien)
  - Herrscher: Yahya ibn Ziri (1108–1116)

- Kanem
  - König: Dunama I. (1080–1133)

## Asien
- Bagan
  - König: Kyanzittha (1084–1113)

- Champa
  - König: Jaya Indravarman II. (1086–1113)

- China
  - Liao-Dynastie (in Nordchina)
    - Kaiser: Tianzuodi (1101–1115)

  - Nördliche Song
    - Kaiser: Huizong (1100–1126)

  - Xi Xia
    - Kaiser: Chóngzōng (1086–1139)

- Georgien
  - König: Dawit IV. der Erbauer (1089–1125)

- Ghaznawiden (in Nordwest-Indien)
  - Sultan: Masʿūd III. (1099–1115)

- Indien
  - Westliche Chalukya (in Westindien)
    - König: Vikramaditya VI. (1076–1127)

  - Chola (in Südindien)
    - König: Kulothunga Chola I. (1070–1119)

  - Hoysala (im heutigen Karnataka)
    - König: Vishnuvardhana (1108–1152)

  - Kaschmir (Lohara-Dynastie)
    - König: Sushala (1112–20) (1121–1128)

- Iran (Choresmier)
  - Sultan: Qutb ad-Din Muhammad (1097–1128)

- Japan
  - Kaiser: Toba (1107–1123)

- Kalifat der Abbasiden
  - Kalif: al-Mustazhir (1094–1118)

- Kambuja (Khmer)
  - König: Dharanindravarman I. (1107–1113)

- Kleinarmenien
  - Fürst: Thoros I. (1102–1129)

- Korea (Goryeo-Dynastie)
  - König: Yejong (1105–1122)

- Kreuzfahrerstaaten
  - Königreich Jerusalem
    - König: Balduin I. (1100–1118)

  - Fürstentum Antiochia
    - Fürst: Bohemund II. (1111–1130) (bis 1126 unter Vormundschaft)

  - Grafschaft Edessa
    - Graf: Balduin II. (1110–1119)

  - Grafschaft Tripolis
    - Graf: Bertrand  (1109–1112)
    - Graf Pons von Tripolis (1112–1137)

- Seldschuken-Reich
  - Großseldschuken
    - Sultan: Muhammad I. Tapar (1105–1118)

  - Kirman-Seldschuken
    - Sultan: Arslan Schah I. (1101–1142)

  - Rum-Seldschuken
    - Sultan: Malik Schah I. (1110–1116)

  - Syrische Seldschuken in Aleppo
    - Sultan: Radwan (1095–1113)

- Vietnam (Lý-Dynastie)
  - Kaiser: Lý Càn Đức (1072–1127)

## Europa
- Byzantinisches Reich
  - Kaiser: Alexios I. (1081–1118)

- Dänemark
  - König: Niels (1104–1134)

- England
  - König: Heinrich I. (1100–1135)

- Frankreich
  - König: Ludwig VI. der Dicke (1108–1137)
  - Angoulême
    - Graf: Wilhelm V. Taillefer (1087–1120)

  - Anjou
    - Graf: Fulko V. (1109–1129)

  - Aquitanien
    - Herzog: Wilhelm IX. (1086–1127)

  - Armagnac
    - Graf: Géraud III (1110–1160)

  - Auvergne (Grafschaft)
    - Graf: Wilhelm VI. (1096–1136)

  - Auxerre
    - Graf: Wilhelm II. (1097–1147)

  - Bar
    - Graf: Rainald I. (1105–1149)

  - Blois
    - Graf: Theobald IV. (1102–1152)

  - Boulogne
    - Graf: Eustach III. (1088–1125)

  - Bourbon
    - Herr: Archambault VI. (bis 1116)

  - Bretagne
    - Herzog: Alain IV. (1084–1112)
    - Herzog Conan III. (1112–1148)

  - Burgund (Herzogtum)
    - Herzog: Hugo II. (1103–1143)

  - Burgund (Freigrafschaft)
    - Pfalzgraf: Wilhelm II. der Deutsche (1105–1125)

  - Carcassonne
    - Vizegraf: Bernard Atton IV. Trencavel (1101–1129)

  - Champagne
    - Graf: Theobald II. (1102–1152)

  - Chartres
    - Graf: Theobald IV. (1102–1152)

  - Clermont
    - Graf: Rainald II. (1101–1157)

  - Comminges
    - Graf: Bernard I. (um 1105–um 1145)

  - Eu
    - Graf: Heinrich I. (1096–1140)

  - Foix
    - Graf: Roger II. (1067–1124)

  - Forcalquier
    - Graf: Wilhelm I. (1092–1129)

  - Forez
    - Graf: Guigues I. (1107–1138)

  - Guînes
    - Graf: Robert Manasse I. (1091–1137)

  - Limoges
    - Vizegraf: Adémar III. (1090–1139)

  - Mâcon
    - Graf: Wilhelm III. (1102–1157)

  - Marche
    - Graf: Eudes I. (1091–1112)

  - Maine
    - Graf: Fulko (1110–1129)

  - Nantes
    - Graf: Alain IV. (1103–1112)
    - Graf Conan II. (1112–1148)

  - Narbonne
    - Vizegraf: Aimery II. (1105–1134)

  - Nevers
    - Graf: Wilhelm II. (1097–1147)

  - Normandie
    - Herzog: Heinrich I. (1106–1135)

  - Penthièvre
    - Graf: Stephan I. (1093–1138)

  - Périgord
    - Graf: Aldebert III. (1104–1117)

  - Poitou
    - Graf: Wilhelm VII. der Troubadour (1086–1127)

  - Provence
    - Gräfin: Gerberga (1093–1112)
    - Graf: Gilbert (1093–1112) (iure uxoris)
    - Gräfin Dulcia I. (1112–1127/30)
    - Graf Berengar Raimund I. (1112–1131) (iure uxoris)

  - Rethel
    - Graf: Hugo I. (1081–1118)

  - Rodez
    - Graf: Richard III. (1112–1135)

  - Rouergue
    - Graf: Wilhelm der Trobador (1110–1120)

  - Saint-Pol
    - Graf: Hugo II. Candavène (1083–1118)

  - Sancerre
    - Graf: Theobald IV. (1102–1152)

  - Soissons
    - Graf: Jean I. (1079–1118)

  - Tonnerre
    - Graf: Wilhelm II. (1097–1147)

  - Grafschaft Toulouse
    - Graf: Alfons Jordan (1108–1148)

  - Uzès
    - Herr: Decan I. d’Uzès (1110–1138)

  - Vaudémont
    - Graf: Gerhard I. (1070–1118)

  - Vendôme
    - Graf: Gottfried III. (1102–1137)

- Heiliges Römisches Reich
  - König: Heinrich V. (1105–1125) (ab 1111 Kaiser)
  - weltliche Fürstentümer
    - Baden
      - Markgraf: Hermann II. (1112–1130)

    - Bayern
      - Herzog: Welf II. (1101–1120)

    - Berg
      - Graf: Adolf II. (1106–1160)

    - Böhmen
      - Herzog: Vladislav I. (1109–1117)

    - Brabant
      - Landgraf: Gottfried I. (1095–1139)

    - Flandern
      - Graf: Balduin VII. (1111–1119)

    - Geldern
      - Graf: Gerhard I. (1096–1129)

    - Hennegau
      - Graf: Balduin III. (1098–1120)

    - Holland
      - Graf: Florens II. (1096–1121)

    - Holstein
      - Graf: Adolf I. (1110–1130)

    - Jülich
      - Graf: Gerhard III. (1081–1114)

    - Kärnten
      - Herzog: Heinrich III. (1090–1122)

    - Kleve
      - Graf: Dietrich I./III. (1092–1117)

    - Lausitz
      - Markgraf: Heinrich II., der Jüngere (1103–1123)

    - Limburg
      - Herzog: Heinrich I. (1081–1118)

    - Lothringen (Herrscherliste)
      - Niederlothringen
        - Herzog: Gottfried VI., der Bärtige (1106–1128)

      - Oberlothringen
        - Herzog: Dietrich II. (1070–1115)

    - Luxemburg
      - Graf: Wilhelm (1096–1129)

    - Markgrafschaft Meißen
      - Markgraf: Heinrich II., der Jüngere (1103–1123)

    - Namur
      - Graf: Gottfried (1102–1139)

    - Nordmark (nur nominell)
      - Markgraf: Rudolf I. (1106–1112) (1114)
      - Markgraf Helperich von Plötzkau (1112–1114)

    - Nürnberg
      - Burggraf: Gottfried II. von Raabs (1105–1137)

    - Oldenburg
      - Graf: Egilmar II. (1108–1142)

    - Österreich
      - Markgraf: Leopold III.  (1095–1136)

    - Pfalz
      - Pfalzgraf: Siegfried I. (1095/97–1113)

    - Saarbrücken
      - Graf: Friedrich (1105–1135)

    - Sachsen
      - Herzog: Lothar (1106–1137)

    - Schwaben
      - Herzog: Friedrich II. der Einäugige (1105–1147)

    - Steiermark
      - Markgraf: Ottokar II.  (1082–1122)

    - Veldenz
      - Graf: Gerlach I. (1112–1146)

    - Württemberg
      - Graf: Konrad II. (1110–1143)

    - Zähringen
      - Herzog: Berthold III. (1111–1122)

- Italien
  - Kirchenstaat
    - Papst: Paschalis II. (1099–1118)

  - Montferrat
    - Markgraf: Rainer (um 1100–1135/36)

  - Savoyen
    - Graf: Amadeus III. (1103–1148)

  - Sizilien
    - Graf: Roger II. (1105–1154) (ab 1130 König)

  - Toskana
    - Markgräfin: Mathilde (1052–1056, 1069–1115)

  - Venedig
    - Doge: Ordelaffo Falier (1102–1130)

- Norwegen (1103 bis 1115/23 gemeinsame Herrschaft)
  - König: Olaf Magnusson (1103–1115)
  - König: Øystein I. (1103–1123)
  - König: Sigurd I. (1103–1130)

- Polen
  - Herzog: Bolesław III. Schiefmund (1102–1138)

- Portugal
  - Graf: Heinrich von Burgund (1093–1112)
  - Graf Alfons I. (1112–1185) (ab 1139 König)

- Russland
  - Kiew
    - Großfürst: Swjatopolk II. (1093–1113)

- Schottland
  - König: Alexander I. (1107–1124)

- Schweden
  - König: Philipp (1105–1118)
  - König: Inge II., der Jüngere (um 1110–um 1125)

- Serbien
  - Großžupan: Vukan (1080–1118)

- Spanien
  - Almoraviden: siehe Afrika
  - Aragon (1076–1134 Personalunion mit Navarra)
    - König: Alfons I. (1104–1134)

  - Barcelona
    - Graf: Raimund Berengar III. (1096/97–1131)

  - Cerdanya
    - Graf: Raimund Berengar III. der Große (1096–1131)

  - Kastilien (1072–1157 Personalunion mit León)
    - Königin Urraca (1109–1126)

  - León (1072–1157 Personalunion mit Kastilien)
    - Königin: Urraca (1109–1126)

  - Navarra (1076–1134 Personalunion mit Aragon)
    - König: Alfons I. (1104–1134)

  - Urgell
    - Graf: Ermengol VI. (1102–1153)

- Ungarn
  - König: Koloman (1095–1116)